# 希拉·杰克逊·李
希拉·杰克逊·李（娘家姓：Jackson，1950年1月12日—2024年7月19日）是美國的一位律师和政治家，1995年起擔任美国众议院德克薩斯州第十八國會選區议员至去世。